# Lista de prêmios e indicações recebidos por Queen
Esta é a lista de prêmios e indicações recebidos por Queen.

## Introduções
- 2001 - A banda foi introduzida no Rock and Roll Hall of Fame em Cleveland, Ohio.
- 2002 - A banda recebeu uma estrela na Calçada da Fama.[1]
- 2003 - A banda, com todos os seus integrantes, foi a primeira a ser introduzida no Songwriters Hall of Fame.
- 2004 - A banda foi introduzida no UK Music Hall of Fame.
- 2004 - "Bohemian Rhapsody" introduzida no Grammy Hall of Fame.[2]
- 2004 - A banda foi introduzida no RockWalk of Fame[3]
- 2006 - A banda foi introduzida no VH1 Rock Honors.[4]
- 2009 - "We Will Rock You" e "We Are The Champions" foram introduzidas no Grammy Hall of Fame.[2]